# Snaptube
Snaptube是一款智能手机应用程序，用户可以通過Snaptube从YouTube、Facebook、Instagram、WhatsApp、Snapchat等来源下载视频和音乐。Snaptube于2014年发布。2019年，安全研究人员发现，该应用在用户不知情的情况下，在用户的手机上进行欺诈活动（例如点击欺诈以及在用户不知情的情况下订阅）。安全研究人员从该应用中发现了超过7000万次可疑交易请求。在谷歌将该应用从Google Play Store下架后，开发者将责任归咎于一个名为 "Mango SDK "的第三方软件开发工具包，开发者声称已经删除了违规的SDK。用戶仍可通過Aptoide等商店下載Snaptube。